# Aziatisch kampioenschap voetbal onder 23 - 2018
Het Aziatisch kampioenschap voetbal onder 23 van 2018 was de derde editie van het Aziatisch kampioenschap voetbal onder 23. Het toernooi werd gespeeld tussen 9 en 27 januari in China.
Oezbekistan werd winnaar van het toernooi. In de finale won dat land met 2–1 van Vietnam. De finale werd onder winterse omstandigheden gespeeld in Changzhou. Qatar werd derde.
Er werden nog een aantal andere prijzen uitgereikt na afloop van het toernooi. Almoez Ali werd topscorer van het toernooi. De Qatareese voetballer scoorde zes doelpunten. De Oezbeekse speler Odiljon Hamrobekov werd verkozen tot beste speler. Vietnam won de Fair-playprijs.

## Kwalificatie
Er deden 40 landen mee aan de kwalificatie. Ook het gastland China nam deel, hoewel dat land wel automatisch gekwalificeerd was voor het hoofdtoernooi. De loting werd gehouden op 17 maart 2017 in het AFC House in Kuala Lumpur, Maleisië. Bij de loting werden de landen verdeeld over 2 zones. De West-Zone (met landen uit West-Azië, Centraal-Azië en Zuid-Azië) en de Oost-Zone (met landen uit Zuidoost-Azië en Oost-Azië). Beide zones bestonden uit 20 landen. De landen uit de West-Zone werden verdeeld over de groepen A tot en met E en de landen uit de Oost-Zone werden verdeeld over de grouepen F tot en met J. Koeweit mocht niet deelnemen, omdat dit land was geschorst door de FIFA.
| Pos. | Land      | DV             | DV             | Ptn.           |
| ---- | --------- | -------------- | -------------- | -------------- |
| 1    | Oman      | 7              | 1              | 6              |
| 2    | Iran      | 2              | 3              | 3              |
| 3    | Kirgizië  | 2              | 7              | 0              |
| 4    | Sri Lanka | teruggetrokken | teruggetrokken | teruggetrokken |

| Pos. | Land          | DV | DV | Ptn. |
| ---- | ------------- | -- | -- | ---- |
| 1    | Irak          | 12 | 1  | 9    |
| 2    | Saoedi-Arabië | 11 | 3  | 6    |
| 3    | Bahrein       | 4  | 5  | 3    |
| 4    | Afghanistan   | 0  | 18 | 0    |

| Pos. | Land         | DV | DV | Ptn. |
| ---- | ------------ | -- | -- | ---- |
| 1    | Qatar        | 4  | 1  | 7    |
| 2    | Syrië        | 3  | 1  | 5    |
| 3    | India        | 3  | 4  | 3    |
| 4    | Turkmenistan | 1  | 5  | 1    |

| Pos. | Land        | DV | DV | Ptn. |
| ---- | ----------- | -- | -- | ---- |
| 1    | Oezbekistan | 7  | 1  | 9    |
| 2    | V.A.E.      | 6  | 2  | 6    |
| 3    | Libanon     | 3  | 4  | 3    |
| 4    | Nepal       | 0  | 9  | 0    |

| Pos. | Land         | DV | DV | Ptn. |
| ---- | ------------ | -- | -- | ---- |
| 1    | Palestina    | 8  | 4  | 7    |
| 2    | Jordanië     | 11 | 3  | 6    |
| 3    | Tadzjikistan | 5  | 5  | 4    |
| 4    | Bangladesh   | 1  | 13 | 0    |

| Pos. | Land      | DV | DV | Ptn. |
| ---- | --------- | -- | -- | ---- |
| 1    | Australië | 12 | 0  | 9    |
| 2    | Myanmar   | 5  | 3  | 6    |
| 3    | Singapore | 4  | 10 | 3    |
| 4    | Brunei    | 1  | 9  | 0    |

| Pos. | Land           | DV | DV | Ptn. |
| ---- | -------------- | -- | -- | ---- |
| 1    | Noord-Korea    | 14 | 2  | 7    |
| 2    | Hongkong       | 6  | 2  | 5    |
| 3    | Laos           | 4  | 8  | 4    |
| 4    | Chinees Taipei | 2  | 14 | 0    |

| Pos. | Land      | DV | DV | Ptn. |
| ---- | --------- | -- | -- | ---- |
| 1    | Maleisië  | 5  | 3  | 6    |
| 2    | Thailand  | 4  | 1  | 5    |
| 3    | Indonesië | 7  | 3  | 4    |
| 4    | Mongolië  | 1  | 10 | 1    |

| Pos. | Land       | DV | DV | Ptn. |
| ---- | ---------- | -- | -- | ---- |
| 1    | Zuid-Korea | 12 | 1  | 7    |
| 2    | Vietnam    | 13 | 3  | 6    |
| 3    | Oost-Timor | 7  | 5  | 4    |
| 4    | Macau      | 2  | 25 | 0    |

| Poule J 19–23 juli 2017 in Cambodja. \| Pos. \| Land \| DV \| DV \| Ptn. \| \| ---- \| ---------- \| -- \| -- \| ---- \| \| 1 \| China \| 4 \| 1 \| 7 \| \| 2 \| Japan \| 11 \| 2 \| 6 \| \| 3 \| Cambodja \| 1 \| 2 \| 4 \| \| 4 \| Filipijnen \| 0 \| 11 \| 0 \| |            |    |    |      |
| Pos. | Land       | DV | DV | Ptn. |
| 1 | China      | 4  | 1  | 7    |
| 2 | Japan      | 11 | 2  | 6    |
| 3 | Cambodja   | 1  | 2  | 4    |
| 4 | Filipijnen | 0  | 11 | 0    |

## Stadions
| Changzhou                                           | · Changzhou Kunshan Jiangyin Changshu |
| --------------------------------------------------- | ------------------------------------- |
| Changzhou Olympisch Sportcentrum Capaciteit: 38.000 | · Changzhou Kunshan Jiangyin Changshu |
|                                                     | · Changzhou Kunshan Jiangyin Changshu |
| Kunshan                                             | · Changzhou Kunshan Jiangyin Changshu |
| Kunshanstadion Capaciteit: 25.000                   | · Changzhou Kunshan Jiangyin Changshu |
| Jiangyin                                            | · Changzhou Kunshan Jiangyin Changshu |
| Jiangyinstadion Capaciteit: 32.000                  | · Changzhou Kunshan Jiangyin Changshu |
| Changshu                                            | · Changzhou Kunshan Jiangyin Changshu |
| Changshustadion Capaciteit: 35.000                  | · Changzhou Kunshan Jiangyin Changshu |

## Scheidsrechters
Op het toernooien werden de volgende scheidsrechters geselecteerd.
- Chris Beath (Australië)
- Peter Green (Australië)
- Nawaf Shukralla (Bahrein)
- Fu Ming (China)
- Ma Ning (China)
- Liu Kwok Man (Hongkong)
- Alireza Faghani (Iran)
- Ali Sabah (Irak)

- Mohanad Qasim Eesee Sarray (Irak)
- Ryuji Sato (Japan)
- Jumpei Iida (Japan)
- Adham Makhadmeh (Jordanië)
- Kim Dong-jin (Zuid-Korea)
- Ko Hyung-jin (Zuid-Korea)
- Ahmed Al-Kaf (Oman)
- Abdulrahman Al-Jassim (Qatar)

- Khamis Al-Marri (Qatar)
- Fahad Al-Mirdasi (Saoedi-Arabië)
- Turki Al-Khudhayr (Saoedi-Arabië)
- Muhammad Taqi (Singapore)
- Hettikamkanamge Perera (Sri Lanka)
- Mohammed Abdulla Hassan Mohamed (UAE)
- Ravshan Irmatov (Oezbekistan)
- Valentin Kovalenko (Oezbekistan)

## Loting
De loting voor de groepsfase vond plaats op 24 oktober 2017 om 16:00 (UTC+8) in het Traders Fudu Hotel in Changzhou. De 16 deelnemende landen werden verdeeld over vier potten. In iedere pot zaten vier landen. Bij de loting werd rekening gehouden met de resultaten van het (kwalificatie)toernooi in 2016. Het gastland kwam bij deze loting automatisch op positie A1 terecht.
| Pot 1                                  | Pot 2                                | Pot 3                                    | Pot 4                           |
| -------------------------------------- | ------------------------------------ | ---------------------------------------- | ------------------------------- |
| China (gastland) Japan Zuid-Korea Irak | Qatar Noord-Korea Jordanië Australië | Oezbekistan Syrië Saoedi-Arabië Thailand | Vietnam Oman Maleisië Palestina |

## Groepsfase

### Groep A
| Team        | Ptn | Wed | W | G | V | DV | DT | DS | Resultaat           |
| ----------- | --- | --- | - | - | - | -- | -- | -- | ------------------- |
| Qatar       | 9   | 3   | 3 | 0 | 0 | 4  | 1  | +3 | Naar de kwartfinale |
| Oezbekistan | 6   | 3   | 2 | 0 | 1 | 2  | 1  | +1 | Naar de kwartfinale |
| China       | 3   | 3   | 1 | 0 | 2 | 4  | 3  | +1 |                     |
| Oman        | 0   | 3   | 0 | 0 | 3 | 0  | 5  | –5 |                     |

|                              |                                              |                 |      | |
| 9 januari 2018 16:00 (UTC+8) | China                                        | 3–0             | Oman | Changzhou Olympisch Sportcentrum, Changzhou Toeschouwers: 11.800 Scheidsrechter: Chris Beath (AUS) |
| 9 januari 2018 16:00 (UTC+8) | Yang Liyu 30' Li Xiaoming 34' Wei Shihao 53' | Verslag Details |      | Changzhou Olympisch Sportcentrum, Changzhou Toeschouwers: 11.800 Scheidsrechter: Chris Beath (AUS) |

|                              |                |                 |             | |
| 9 januari 2018 19:30 (UTC+8) | Qatar          | 1–0             | Oezbekistan | Changzhou Olympisch Sportcentrum, Changzhou Toeschouwers: 1.100 Scheidsrechter: Kim Dong-jin (KOR) |
| 9 januari 2018 19:30 (UTC+8) | Almoez Ali 55' | Verslag Details |             | Changzhou Olympisch Sportcentrum, Changzhou Toeschouwers: 1.100 Scheidsrechter: Kim Dong-jin (KOR) |

|                               |              |                 |       | |
| 12 januari 2018 16:00 (UTC+8) | Oezbekistan  | 1–0             | China | Changzhou Olympisch Sportcentrum, Changzhou Toeschouwers: 13.800 Scheidsrechter: Muhammad Taqi (SIN) |
| 12 januari 2018 16:00 (UTC+8) | Alijonov 14' | Verslag Details |       | Changzhou Olympisch Sportcentrum, Changzhou Toeschouwers: 13.800 Scheidsrechter: Muhammad Taqi (SIN) |

|                               |      |                 |          |                                                                                               |
| 12 januari 2018 19:30 (UTC+8) | Oman | 0–1             | Qatar    | Changzhou Olympisch Sportcentrum, Changzhou Toeschouwers: 820 Scheidsrechter: Ali Sabah (IRQ) |
| 12 januari 2018 19:30 (UTC+8) |      | Verslag Details | Afif 43' | Changzhou Olympisch Sportcentrum, Changzhou Toeschouwers: 820 Scheidsrechter: Ali Sabah (IRQ) |

|                               |                 |                 |                     | |
| 15 januari 2018 16:00 (UTC+8) | China           | 1–2             | Qatar               | Changzhou Olympisch Sportcentrum, Changzhou Toeschouwers: 15.600 Scheidsrechter: Alireza Faghani (IRN) |
| 15 januari 2018 16:00 (UTC+8) | Yao Junsheng 3' | Verslag Details | Almoez Ali 44', 77' | Changzhou Olympisch Sportcentrum, Changzhou Toeschouwers: 15.600 Scheidsrechter: Alireza Faghani (IRN) |

|                               |              |                 |      |                                                                                          |
| 15 januari 2018 16:00 (UTC+8) | Oezbekistan  | 1–0             | Oman | Jiangyinstadion, Jiangyin Toeschouwers: 380 Scheidsrechter: Hettikamkanamge Perera (SRI) |
| 15 januari 2018 16:00 (UTC+8) | Tursunov 36' | Verslag Details |      | Jiangyinstadion, Jiangyin Toeschouwers: 380 Scheidsrechter: Hettikamkanamge Perera (SRI) |

### Groep B
| Team        | Ptn | Wed | W | G | V | DV | DT | DS | Resultaat           |
| ----------- | --- | --- | - | - | - | -- | -- | -- | ------------------- |
| Japan       | 9   | 3   | 3 | 0 | 0 | 5  | 1  | +4 | Naar de kwartfinale |
| Palestina   | 4   | 3   | 1 | 1 | 1 | 6  | 3  | +3 | Naar de kwartfinale |
| Noord-Korea | 4   | 3   | 1 | 1 | 1 | 3  | 4  | –1 |                     |
| Thailand    | 0   | 3   | 0 | 0 | 3 | 1  | 7  | –6 |                     |

|                               |             |                 |     |                                                                                   |
| 10 januari 2018 16:00 (UTC+8) | Noord-Korea | 1–0             | THA | Jiangyinstadion, Jiangyin Toeschouwers: 680 Scheidsrechter: Adham Makhadmeh (JOR) |
| 10 januari 2018 16:00 (UTC+8) | Ri Hun 2'   | Verslag Details |     | Jiangyinstadion, Jiangyin Toeschouwers: 680 Scheidsrechter: Adham Makhadmeh (JOR) |

|                               |             |                 |           |                                                                           |
| 10 januari 2018 19:30 (UTC+8) | Japan       | 1–0             | Palestina | Jiangyinstadion, Jiangyin Toeschouwers: 360 Scheidsrechter: Fu Ming (CHN) |
| 10 januari 2018 19:30 (UTC+8) | Itakura 20' | Verslag Details |           | Jiangyinstadion, Jiangyin Toeschouwers: 360 Scheidsrechter: Fu Ming (CHN) |

|                               |             |                 |                  |                                                                               |
| 13 januari 2018 16:00 (UTC+8) | Palestina   | 1–1             | Noord-Korea      | Jiangyinstadion, Jiangyin Toeschouwers: 560 Scheidsrechter: Peter Green (AUS) |
| 13 januari 2018 16:00 (UTC+8) | Dabbagh 16' | Verslag Details | Basim 74' (e.d.) | Jiangyinstadion, Jiangyin Toeschouwers: 560 Scheidsrechter: Peter Green (AUS) |

|                               |          |                 |             |                                                                                  |
| 13 januari 2018 19:30 (UTC+8) | Thailand | 0–1             | Japan       | Jiangyinstadion, Jiangyin Toeschouwers: 1.080 Scheidsrechter: Liu Kwok Man (HKG) |
| 13 januari 2018 19:30 (UTC+8) |          | Verslag Details | Itakura 90' | Jiangyinstadion, Jiangyin Toeschouwers: 1.080 Scheidsrechter: Liu Kwok Man (HKG) |

|                               |                                                |                 |                 |                                                                                    |
| 16 januari 2018 16:00 (UTC+8) | Japan                                          | 3–1             | Noord-Korea     | Jiangyinstadion, Jiangyin Toeschouwers: 320 Scheidsrechter: Fahad Al-Mirdasi (KSA) |
| 16 januari 2018 16:00 (UTC+8) | Yanagi 32' Miyoshi 43' Kang Ju-hyok 73' (e.d.) | Verslag Details | Kim Yu-song 52' | Jiangyinstadion, Jiangyin Toeschouwers: 320 Scheidsrechter: Fahad Al-Mirdasi (KSA) |

|                               |             |                 |                                                           | |
| 16 januari 2018 16:00 (UTC+8) | Thailand    | 1–5             | Palestina                                                 | Changzhou Olympisch Sportcentrum, Changzhou Toeschouwers: 120 Scheidsrechter: Nawaf Shukralla (BHR) |
| 16 januari 2018 16:00 (UTC+8) | Chenrop 44' | Verslag Details | Fannoun 15' Dabbagh 26' Yousef 30' Darwish 32' Qumbor 88' | Changzhou Olympisch Sportcentrum, Changzhou Toeschouwers: 120 Scheidsrechter: Nawaf Shukralla (BHR) |

### Groep C
| Team          | Ptn | Wed | W | G | V | DV | DT | DS | Resultaat           |
| ------------- | --- | --- | - | - | - | -- | -- | -- | ------------------- |
| Irak          | 7   | 3   | 2 | 1 | 0 | 5  | 1  | +4 | Naar de kwartfinale |
| Maleisië      | 4   | 3   | 1 | 1 | 1 | 3  | 5  | –2 | Naar de kwartfinale |
| Jordanië      | 2   | 3   | 0 | 2 | 1 | 3  | 4  | –1 |                     |
| Saoedi-Arabië | 2   | 3   | 0 | 2 | 1 | 2  | 3  | –1 |                     |

|                               |                                             |                 |            |                                                                                      |
| 10 januari 2018 16:00 (UTC+8) | Irak                                        | 4–1             | Maleisië   | Changshustadion, Changshu Toeschouwers: 230 Scheidsrechter: Valentin Kovalenko (UZB) |
| 10 januari 2018 16:00 (UTC+8) | Jaffal 5' Attwan 28' Mhawi 56' Al-Saedi 81' | Verslag Details | Safawi 79' | Changshustadion, Changshu Toeschouwers: 230 Scheidsrechter: Valentin Kovalenko (UZB) |

|                               |                 |                 |                                   |                                                                               |
| 10 januari 2018 19:30 (UTC+8) | Jordanië        | 2–2             | Saoedi-Arabië                     | Changshustadion, Changshu Toeschouwers: 240 Scheidsrechter: Jumpei Iida (JPN) |
| 10 januari 2018 19:30 (UTC+8) | Faisal 12', 78' | Verslag Details | Al-Amri 85' Al-Anaze 90+4' (pen.) | Changshustadion, Changshu Toeschouwers: 240 Scheidsrechter: Jumpei Iida (JPN) |

|                               |                   |                 |              |                                                                                |
| 13 januari 2018 16:00 (UTC+8) | Maleisië          | 1–1             | Jordanië     | Changshustadion, Changshu Toeschouwers: 780 Scheidsrechter: Ko Hyung-jin (KOR) |
| 13 januari 2018 16:00 (UTC+8) | Safawi 43' (pen.) | Verslag Details | Al-Barri 16' | Changshustadion, Changshu Toeschouwers: 780 Scheidsrechter: Ko Hyung-jin (KOR) |

|                               |                 |     |      |                                                                             |
| 13 januari 2018 19:30 (UTC+8) | Saoedi-Arabië   | 0–0 | Irak | Changshustadion, Changshu Toeschouwers: 1.010 Scheidsrechter: Ma Ning (CHN) |
| 13 januari 2018 19:30 (UTC+8) | Verslag Details |     |      | Changshustadion, Changshu Toeschouwers: 1.010 Scheidsrechter: Ma Ning (CHN) |

|                               |           |                 |          |                                                                                                   |
| 16 januari 2018 19:30 (UTC+8) | Irak      | 1–0             | Jordanië | Changshustadion, Changshu Toeschouwers: 380 Scheidsrechter: Mohammed Abdulla Hassan Mohamed (UAE) |
| 16 januari 2018 19:30 (UTC+8) | Resan 49' | Verslag Details |          | Changshustadion, Changshu Toeschouwers: 380 Scheidsrechter: Mohammed Abdulla Hassan Mohamed (UAE) |

|                               |               |                 |            |                                                                            |
| 16 januari 2018 19:30 (UTC+8) | Saoedi-Arabië | 0–1             | Maleisië   | Kunshanstadion, Kunshan Toeschouwers: 482 Scheidsrechter: Ryuji Sato (JPN) |
| 16 januari 2018 19:30 (UTC+8) |               | Verslag Details | Danial 28' | Kunshanstadion, Kunshan Toeschouwers: 482 Scheidsrechter: Ryuji Sato (JPN) |

### Groep D
| Team       | Ptn | Wed | W | G | V | DV | DT | DS | Resultaat           |
| ---------- | --- | --- | - | - | - | -- | -- | -- | ------------------- |
| Zuid-Korea | 7   | 3   | 2 | 1 | 0 | 5  | 3  | +2 | Naar de kwartfinale |
| Vietnam    | 4   | 3   | 1 | 1 | 1 | 2  | 2  | 0  | Naar de kwartfinale |
| Australië  | 3   | 3   | 1 | 0 | 2 | 5  | 5  | 0  |                     |
| Syrië      | 2   | 3   | 0 | 2 | 1 | 1  | 3  | –2 |                     |

|                               |                             |                 |                 |                                                                                   |
| 11 januari 2018 16:00 (UTC+8) | Australië                   | 3–1             | Syrië           | Kunshanstadion, Kunshan Toeschouwers: 1.528 Scheidsrechter: Khamis Al-Marri (QAT) |
| 11 januari 2018 16:00 (UTC+8) | Blackwood 8', 77' Kamau 43' | Verslag Details | Deng 53' (e.d.) | Kunshanstadion, Kunshan Toeschouwers: 1.528 Scheidsrechter: Khamis Al-Marri (QAT) |

|                               |                                    |                 |                      |                                                                                   |
| 11 januari 2018 19:30 (UTC+8) | Zuid-Korea                         | 2–1             | Vietnam              | Kunshanstadion, Kunshan Toeschouwers: 766 Scheidsrechter: Turki Al-Khudhayr (KSA) |
| 11 januari 2018 19:30 (UTC+8) | Cho Young-wook 29' Lee Keun-ho 73' | Verslag Details | Nguyễn Quang Hải 17' | Kunshanstadion, Kunshan Toeschouwers: 766 Scheidsrechter: Turki Al-Khudhayr (KSA) |

|                               |                      |                 |           |                                                                                              |
| 14 januari 2018 16:00 (UTC+8) | Vietnam              | 1–0             | Australië | Kunshanstadion, Kunshan Toeschouwers: 2.362 Scheidsrechter: Mohanad Qasim Eesee Sarray (IRQ) |
| 14 januari 2018 16:00 (UTC+8) | Nguyễn Quang Hải 72' | Verslag Details |           | Kunshanstadion, Kunshan Toeschouwers: 2.362 Scheidsrechter: Mohanad Qasim Eesee Sarray (IRQ) |

|                               |                 |     |            |                                                                                 |
| 14 januari 2018 19:30 (UTC+8) | Syrië           | 0–0 | Zuid-Korea | Kunshanstadion, Kunshan Toeschouwers: 685 Scheidsrechter: Ravshan Irmatov (UZB) |
| 14 januari 2018 19:30 (UTC+8) | Verslag Details |     |            | Kunshanstadion, Kunshan Toeschouwers: 685 Scheidsrechter: Ravshan Irmatov (UZB) |

|                               |                                        |                 |                          |                                                                                       |
| 17 januari 2018 19:30 (UTC+8) | Zuid-Korea                             | 3–2             | Australië                | Kunshanstadion, Kunshan Toeschouwers: 678 Scheidsrechter: Abdulrahman Al-Jassim (QAT) |
| 17 januari 2018 19:30 (UTC+8) | Lee Keun-ho 18', 65' Han Seung-gyu 44' | Verslag Details | Cowburn 72' Buhagiar 76' | Kunshanstadion, Kunshan Toeschouwers: 678 Scheidsrechter: Abdulrahman Al-Jassim (QAT) |

|                               |                 |     |         |                                                                                |
| 17 januari 2018 19:30 (UTC+8) | Syrië           | 0–0 | Vietnam | Changshustadion, Changshu Toeschouwers: 400 Scheidsrechter: Ahmed Al-Kaf (OMA) |
| 17 januari 2018 19:30 (UTC+8) | Verslag Details |     |         | Changshustadion, Changshu Toeschouwers: 400 Scheidsrechter: Ahmed Al-Kaf (OMA) |

## Knock-outfase
|  | kwartfinale            | kwartfinale          |                        |       | halve finale         | halve finale         |   |  | finale | finale |
|  |                        |                      |                        |       |                      |                      |   |  |        |        |
|  | 19 januari – Changzhou |                      |                        |       |                      |                      |   |  |        |        |
|  |                        |                      |                        |       |                      |                      |   |  |        |        |
|  | Qatar                  | 3                    |                        |       |                      |                      |   |  |        |        |
|  | Qatar                  | 3                    | 23 januari – Changzhou |       |                      |                      |   |  |        |        |
|  | Palestina              | 2                    |                        |       |                      |                      |   |  |        |        |
|  | Palestina              | 2                    | Qatar                  | 2 (3) |                      |                      |   |  |        |        |
|  | 20 januari – Changshu  |                      | Qatar                  | 2 (3) |                      |                      |   |  |        |        |
|  |                        | Vietnam              | 2 (4)                  |       |                      |                      |   |  |        |        |
|  | Irak                   | Vietnam              | 2 (4)                  | 3 (3) |                      |                      |   |  |        |        |
|  | Irak                   |                      | 27 januari – Changzhou | 3 (3) |                      |                      |   |  |        |        |
|  | Vietnam                | 3 (5)                |                        |       |                      |                      |   |  |        |        |
|  | Vietnam                | 3 (5)                | Vietnam                | 1     |                      |                      |   |  |        |        |
|  | 19 januari – Jiangyin  |                      | Vietnam                | 1     |                      |                      |   |  |        |        |
|  |                        | Oezbekistan          | 2                      |       |                      |                      |   |  |        |        |
|  | Japan                  | Oezbekistan          | 2                      | 0     |                      |                      |   |  |        |        |
|  | Japan                  | 23 januari – Kunshan |                        | 0     |                      |                      |   |  |        |        |
|  | Oezbekistan            | 4                    |                        |       |                      |                      |   |  |        |        |
|  | Oezbekistan            | 4                    | Oezbekistan            | 4     | derde plaats         | derde plaats         |   |  |        |        |
|  | 20 januari – Kunshan   |                      | Oezbekistan            | 4     | derde plaats         | derde plaats         |   |  |        |        |
|  |                        | Zuid-Korea           | 1                      |       | 26 januari – Kunshan | 26 januari – Kunshan |   |  |        |        |
|  | Zuid-Korea             | Zuid-Korea           | 1                      | 2     | 26 januari – Kunshan | 26 januari – Kunshan |   |  |        |        |
|  | Zuid-Korea             |                      |                        |       |                      | Qatar                | 1 |  |        |        |
|  | Maleisië               | 1                    |                        |       |                      | Qatar                | 1 |  |        |        |
|  | Maleisië               | 1                    | Zuid-Korea             | 0     |                      |                      |   |  |        |        |
|  |                        |                      | Zuid-Korea             | 0     |                      |                      |   |  |        |        |

### Kwartfinale
|                               |       |                 |                                                |                                                                           |
| 19 januari 2018 16:00 (UTC+8) | Japan | 0–4             | Oezbekistan                                    | Jiangyinstadion, Jiangyin Toeschouwers: 380 Scheidsrechter: Fu Ming (CHN) |
| 19 januari 2018 16:00 (UTC+8) |       | Verslag Details | Sidikov 31' Khamdamov 34' Yakhshiboev 39', 47' | Jiangyinstadion, Jiangyin Toeschouwers: 380 Scheidsrechter: Fu Ming (CHN) |

|                               |                                    |                 |                         | |
| 19 januari 2018 19:30 (UTC+8) | Qatar                              | 3–2             | Palestina               | Changzhou Olympisch Sportcentrum, Changzhou Toeschouwers: 226 Scheidsrechter: Hettikamkanamge Perera (SRI) |
| 19 januari 2018 19:30 (UTC+8) | Almoez Ali 32', 34' Hashim Ali 53' | Verslag Details | Dabbagh 60' Darwish 87' | Changzhou Olympisch Sportcentrum, Changzhou Toeschouwers: 226 Scheidsrechter: Hettikamkanamge Perera (SRI) |

|                               |                                  |                 |                |                                                                                 |
| 20 januari 2018 16:00 (UTC+8) | Zuid-Korea                       | 2–1             | Maleisië       | Kunshanstadion, Kunshan Toeschouwers: 738 Scheidsrechter: Adham Makhadmeh (JOR) |
| 20 januari 2018 16:00 (UTC+8) | Cho Jae-wan 1' Han Seung-gyu 85' | Verslag Details | Thanabalan 67' | Kunshanstadion, Kunshan Toeschouwers: 738 Scheidsrechter: Adham Makhadmeh (JOR) |

|                               |                                    |                 |                                                                               |                                                                               |
| 20 januari 2018 19:30 (UTC+8) | Irak                               | 3–3 (n.v.)      | Vietnam                                                                       | Changshustadion, Changshu Toeschouwers: 980 Scheidsrechter: Chris Beath (AUS) |
| 20 januari 2018 19:30 (UTC+8) | Hussein 29' (pen.), 94' Mhawi 116' | Verslag Details | Nguyễn Công Phượng 12' Phan Văn Đức 108' Hà Đức Chinh 112'                    | Changshustadion, Changshu Toeschouwers: 980 Scheidsrechter: Chris Beath (AUS) |
| 20 januari 2018 19:30 (UTC+8) | Strafschoppen                      |                 |                                                                               | Changshustadion, Changshu Toeschouwers: 980 Scheidsrechter: Chris Beath (AUS) |
| 20 januari 2018 19:30 (UTC+8) | Resan Hussein Mhawi Attwan         | 3–5             | Vũ Văn Thanh Nguyễn Quang Hải Lương Xuân Trường Hà Đức Chinh Bùi Tiến Dũng II | Changshustadion, Changshu Toeschouwers: 980 Scheidsrechter: Chris Beath (AUS) |

### Halve finale
|                               |                                            |                 |                                                                           |                                                                                                   |
| 23 januari 2018 16:00 (UTC+8) | Qatar                                      | 2–2 (n.v.)      | Vietnam                                                                   | Changzhou Olympisch Sportcentrum, Changzhou Toeschouwers: 630 Scheidsrechter: Muhammad Taqi (SIN) |
| 23 januari 2018 16:00 (UTC+8) | Afif 39' (pen.) Almoez Ali 87'             | Verslag Details | Nguyễn Quang Hải 69', 88'                                                 | Changzhou Olympisch Sportcentrum, Changzhou Toeschouwers: 630 Scheidsrechter: Muhammad Taqi (SIN) |
| 23 januari 2018 16:00 (UTC+8) | Strafschoppen                              |                 |                                                                           | Changzhou Olympisch Sportcentrum, Changzhou Toeschouwers: 630 Scheidsrechter: Muhammad Taqi (SIN) |
| 23 januari 2018 16:00 (UTC+8) | Afif Moein Al-Shammeri Almoez Ali Al-Brake | 3–4             | Nguyễn Quang Hải Lương Xuân Trường Hà Đức Chinh Phan Văn Đức Vũ Văn Thanh | Changzhou Olympisch Sportcentrum, Changzhou Toeschouwers: 630 Scheidsrechter: Muhammad Taqi (SIN) |

|                               |                                                         |                 |                    |                                                                                   |
| 23 januari 2018 19:30 (UTC+8) | Oezbekistan                                             | 4–1 (n.v.)      | Zuid-Korea         | Kunshanstadion, Kunshan Toeschouwers: 367 Scheidsrechter: Turki Al-Khudhayr (KSA) |
| 23 januari 2018 19:30 (UTC+8) | Urinboev 33' Ganiev 99' Yakhshiboev 110' Komilov 120+1' | Verslag Details | Hwang Hyun-soo 58' | Kunshanstadion, Kunshan Toeschouwers: 367 Scheidsrechter: Turki Al-Khudhayr (KSA) |

### Troostfinale
|                               |          |                 |            |                                                                                 |
| 26 januari 2018 16:00 (UTC+8) | Qatar    | 1–0             | Zuid-Korea | Kunshanstadion, Kunshan Toeschouwers: 168 Scheidsrechter: Adham Makhadmeh (JOR) |
| 26 januari 2018 16:00 (UTC+8) | Afif 39' | Verslag Details |            | Kunshanstadion, Kunshan Toeschouwers: 168 Scheidsrechter: Adham Makhadmeh (JOR) |

### Finale
|                               |                      |                 |                            | |
| 27 januari 2018 16:00 (UTC+8) | Vietnam              | 1–2 (n.v.)      | Oezbekistan                | Changzhou Olympisch Sportcentrum, Changzhou Toeschouwers: 6.200 Scheidsrechter: Ahmed Al-Kaf (OMA) |
| 27 januari 2018 16:00 (UTC+8) | Nguyễn Quang Hải 41' | Verslag Details | Ashurmatov 8' Sidorov 120' | Changzhou Olympisch Sportcentrum, Changzhou Toeschouwers: 6.200 Scheidsrechter: Ahmed Al-Kaf (OMA) |

## Statistieken

### Doelpuntenmakers
6 doelpunten
- Almoez Ali

5 doelpunten
- Nguyễn Quang Hải

3 doelpunten
- Oday Dabbagh
- Akram Afif
- Lee Keun-ho
- Jasurbek Yakhshiboev

2 doelpunten
- George Blackwood
- Ayman Hussein
- Alaa Ali Mhawi

- Ko Itakura
- Baha' Faisal
- Safawi Rasid

- Mohamed Darwish
- Han Seung-gyu

1 doelpunt
- Trent Buhagiar
- Nick Cowburn
- Bruce Kamau
- Li Xiaoming
- Wei Shihao
- Yang Liyu
- Yao Junsheng
- Hussein Ali Al-Saedi
- Amjad Attwan
- Mohammed Jaffal
- Bashar Resan
- Koji Miyoshi
- Takahiro Yanagi
- Ward Al-Barri

- Danial Amier Norhisham
- Thanabalan Nadarajah
- Kim Yu-song
- Ri Hun
- Mohanad Fannoun
- Shehab Qumbor
- Mahmoud Yousef
- Hashim Ali
- Abdulelah Al-Amri
- Rakan Al-Anaze
- Cho Jae-wan
- Cho Young-wook
- Hwang Hyun-soo

- Chenrop Samphaodi
- Khojiakbar Alijonov
- Rustam Ashurmatov
- Azizjon Ganiev
- Dostonbek Khamdamov
- Akramjon Komilov
- Javokhir Sidikov
- Andrey Sidorov
- Dostonbek Tursunov
- Zabikhillo Urinboev
- Hà Đức Chinh
- Nguyễn Công Phượng
- Phan Văn Đức

Eigen doelpunt
- Thomas Deng (tegen Syrië)
- Kang Ju-hyok (tegen Japan)
- Mohamad Basim (tegen Noord-Korea)

### Eindklassering
| Pos    | Team          | Wed | W | G | V | Ptn | DV | DT | +/− | Eindresultaat                   |
| ------ | ------------- | --- | - | - | - | --- | -- | -- | --- | ------------------------------- |
| Goud   | Oezbekistan   | 6   | 5 | 0 | 1 | 15  | 12 | 3  | +9  | Kampioen                        |
| Zilver | Vietnam       | 6   | 1 | 3 | 2 | 6   | 8  | 9  | −1  | Tweede plaats                   |
| Brons  | Qatar         | 6   | 5 | 1 | 0 | 16  | 10 | 5  | +5  | Derde plaats                    |
| 4      | Zuid-Korea    | 6   | 3 | 1 | 2 | 10  | 8  | 9  | −1  | Vierde plaats                   |
|        |               |     |   |   |   |     |    |    |     |                                 |
| 5      | Japan         | 4   | 3 | 0 | 1 | 9   | 5  | 5  | 0   | Uitgeschakeld in de kwartfinale |
| 6      | Irak          | 4   | 2 | 2 | 0 | 8   | 8  | 4  | +4  | Uitgeschakeld in de kwartfinale |
| 7      | Palestina     | 4   | 1 | 1 | 2 | 4   | 8  | 6  | +2  | Uitgeschakeld in de kwartfinale |
| 8      | Maleisië      | 4   | 1 | 1 | 2 | 4   | 4  | 7  | −3  | Uitgeschakeld in de kwartfinale |
|        |               |     |   |   |   |     |    |    |     |                                 |
| 9      | Noord-Korea   | 3   | 1 | 1 | 1 | 4   | 3  | 4  | −1  | Uitgeschakeld in de groepsfase  |
| 10     | China (G)     | 3   | 1 | 0 | 2 | 3   | 4  | 3  | +1  | Uitgeschakeld in de groepsfase  |
| 11     | Australië     | 3   | 1 | 0 | 2 | 3   | 5  | 5  | 0   | Uitgeschakeld in de groepsfase  |
| 12     | Jordanië      | 3   | 0 | 2 | 1 | 2   | 3  | 4  | −1  | Uitgeschakeld in de groepsfase  |
| 13     | Saoedi-Arabië | 3   | 0 | 2 | 1 | 2   | 2  | 3  | −1  | Uitgeschakeld in de groepsfase  |
| 14     | Syrië         | 3   | 0 | 2 | 1 | 2   | 1  | 3  | −2  | Uitgeschakeld in de groepsfase  |
| 15     | Oman          | 3   | 0 | 0 | 3 | 0   | 0  | 5  | −5  | Uitgeschakeld in de groepsfase  |
| 16     | Thailand      | 3   | 0 | 0 | 3 | 0   | 1  | 7  | −6  | Uitgeschakeld in de groepsfase  |